# Ostwald-processen
Ostwald-processen eller Ostwald-metoden er en kemisk proces, der anvendes til fremstilling af salpetersyre. Processen blev udviklet af Wilhelm Ostwald og patenteret i 1902. Processen bruges stadig i dag, og er historisk og praktisk nært forbundet med Haber-Bosch processen, der anvendes til at fremstille råmaterialet til salpetersyre, ammoniak.